# Прикрытый путь
Прикрытый путь — передовая стрелковая, а иногда артиллерийская позиция за гребнем контрэскарпа, прикрытая бруствером гласиса; служила и для закрытого передвижения войск и часовых. 

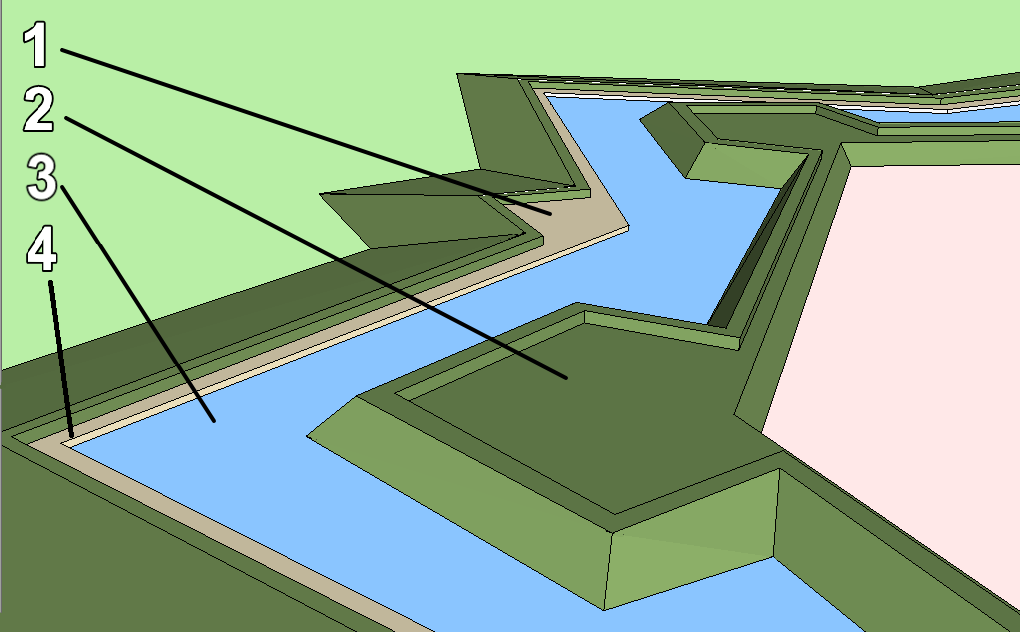
1. Артиллерийская позиция
2. Бастион
3. Ров
4. Прикрытый путь

Прикрытый путь составлял необходимую часть бастионных крепостей. Недостатком его была затруднительность сообщения с ним, особенно при рвах, наполненных водой.  